# نینا گومیش
یورگ هارتمان (آلمانی: Nina Gummich؛ ۲۴ سپتامبر زادهٔ ۱۹۹۱) بازیگر اهل آلمان است.
از فیلم‌ها یا مجموعه‌های تلویزیونی که وی در آن‌ها نقش داشته‌است، می‌توان به لوته در باهاوس و بابیلون برلین اشاره نمود.